# Thamnophis radix
Thamnophis radix är en ormart som beskrevs av Baird och Girard 1853. Thamnophis radix ingår i släktet strumpebandssnokar och familjen snokar.
Individerna är vanligen 40 till 70 cm långa och några exemplar når en längd av 110 cm. Kroppens grundfärg är mörkbrun till mörk grönaktig och på ryggens topp förekommer en längsgående gul eller orange strimma. Dessutom har arten på varje kroppssida två gulaktiga strimmor. Hos några individer är sidorna lite rödaktiga. Allmänt är hanar lite större än honor.
Utbredningsområdet sträcker sig från södra Alberta och södra Manitoba i Kanada till nordöstra New Mexico, norra Texas och nordvästra Oklahoma i USA. I öst når Thamnophis radix Indiana och två avskilda populationer lever i centrala Ohio respektive centrala Missouri. Habitatet varierar mellan skogar som domineras av träd från tallsläktet och ensläktet, prärien och jordbruksområden. Denna snok lever vanligen nära insjöar, dammar, vattendrag och i andra landskap som tidvis översvämmas.
Arten håller från slutet av november till februari vinterdvala. I norra delen av utbredningsområdet kan den vara längre inaktiv. Idet kan vara övergivna bon av gnagare, myrstackar, håligheter som skapades av kräftor eller gömställen som skapades av människor. Under den varma årstiden är Thamnophis radix dagaktiv vid temperaturer upp till 29 °C. Är dagarna ännu varmare blir ormen nattaktiv. Dessutom är hanar aktivast under parningstiden och dräktiga honor är mer aktiv än andra honor.
Allmänt är Thamnophis radix ensam levande. Honor och hanar träffas bara för parningen och under vinterdvalan kan några exemplar dela boet. Individer stannar vanligen i ett område med en diameter av 76 meter. De kan däremot vandra tillbaka från ett större avstånd när de flyttas iväg. Enligt en studie från 2003 kan 69 till 123 exemplar leva på en hektar.
Flera exemplar dödas när de korsar vägar. Allmänt är Thamnophis radix inte sällsynt. IUCN kategoriserar arten globalt som livskraftig.

## Underarter
Arten delas in i följande underarter:
- T. r. haydeni
- T. r. radix